# Bibliothek der Hochschule der Medien Stuttgart
Die Bibliothek der Hochschule der Medien (HdM) dient der Literaturversorgung und Informationsvermittlung für Forschung, Lehre und Studium. Als Spezialbibliothek zum Thema Medien steht sie darüber hinaus allen Interessierten offen. 

## Geschichte
Sie ist aus der Fusion der Hochschule für Bibliotheks- und Informationswesen (HBI) und der Hochschule für Druck und Medien (HDM) im Jahr 2001 in die Hochschule der Medien Stuttgart hervorgegangen. Die Vorgängerbibliotheken der beiden Hochschulen wurden nach der Fusion zunächst räumlich getrennt weitergeführt, bevor sie 2014 zusammengelegt wurden. Im Zuge der Zusammenlegung ist die Bibliothek in den Neubau der HdM für die Fakultät Information und Kommunikation (IuK) in der Nobelstraße 8 gezogen, wo sie am 6. Oktober 2014 eröffnet wurde.

## Aufstellungssystematik
Die Aufstellungssystematik der Bibliothek der HdM ähnelt in ihrem Aufbau der in Deutschland weit verbreiteten Allgemeinen Systematik für Öffentliche Bibliotheken (ASB). Sie ist jedoch aus der Systematik der ehemaligen Hochschule für Bibliothekswesen entstanden. Im Laufe der Jahre wurde die Systematik an vielen Stellen an den spezifischen Medienbestand der HdM angepasst und ist somit eine Eigenentwicklung der HdM, die sich von der ursprünglichen ASB unterscheidet. Die Systematik umfasst ca. 1600 Systemstellen und ist damit für die inhaltliche Erschließung der Bestände relativ grob. Sie wird daher in erster Linie als Aufstellungssystematik verwendet. Zur tieferen Erschließung der Bestände wird zusätzlich die Regensburger Verbundklassifikation (RVK) verwendet.

## Statistische Angaben
| DBS-Kennzahl | Beschreibung                                                                    | 2020    | 2021    | 2022    | 2023    |
| ------------ | ------------------------------------------------------------------------------- | ------- | ------- | ------- | ------- |
| 4            | Entleihende Benutzer                                                            | 2.727   | 1.652   | 1.819   | 1.854   |
| 6            | Öffnungstage im Jahr                                                            | 224     | 58      | 243     | 242     |
| 16           | Benutzerarbeitsplätze                                                           | -       | 180     | 180     | 200     |
| 18           | Bestand physische Bücher (einschl. Dissertationen), Zeitschriften und Zeitungen | 61.546  | 60.808  | 60.031  | 54.420  |
| 113.1        | Bestand E-Books                                                                 | 52.046  | 58.338  | 66.620  | 81.505  |
| 131          | Bestand elektronische Zeitschriften                                             | 15.535  | 16.143  | 16.512  | 16.679  |
| 149          | Erwerbungsausgaben gesamt in Euro                                               | 308.519 | 280.116 | 326.022 | 270.408 |
| 151          | Erwerbungsausgaben für digitale Medien in Euro                                  | 232.721 | 205.619 | 261.222 | 204.948 |
| 167          | Entleihungen physische Einheiten gesamt                                         | 97.519  | 72.297  | 72.652  | 78.838  |
| 176          | Bibliotheksbesuche                                                              | 71.232  | 7.976   | 45.361  | 56.683  |
| 177          | Benutzerschulungen in Stunden                                                   | 90      | 85      | 49      | 42      |
| 178          | Teilnehmer an Benutzerschulungen                                                | 850     | 790     | 420     | 380     |

Quelle: Deutsche Bibliotheksstatistik (DBS), variable Abfrage 2020–2023

## Spezialsammlungen

### Sammlung schönster deutscher Bücher
Mit dem jährlichen Wettbewerb „Die schönsten deutschen Bücher“ zeichnet die Stiftung Buchkunst Bücher aus, die sich durch ihre herausragende Gestaltung, Typografie und Gesamtaufmachung hervorheben. Nach einer Wanderausstellung durch Deutschland werden die prämierten Bücher in der Bibliothek der HdM katalogisiert, archiviert und in einem Präsentationsregal der Öffentlichkeit zugänglich gemacht.

### Sammlung Deutscher Fotobuchpreis (ehemaliger Bestand)
Die HdM war von 2016 bis 2021 Veranstalter und Organisator des Wettbewerbs „Deutscher Fotobuchpreis“. Nach der jährlichen Preisverleihung im Rahmen der Stuttgarter Buchwochen gehen die prämierten Fotobücher zunächst ein Jahr lang als Wanderausstellung durch Deutschland, Europa und Asien. Nach Abschluss der Wanderausstellung kehrten die prämierten Fotobücher bis 2021 wieder in die Bibliothek der HdM zurück, wo sie anschließend katalogisiert, archiviert und in einem Präsentationsregal der Öffentlichkeit zugänglich gemacht wurden. Seit 2022 liegt die Organisation beim gemeinnützigen Verein „Festival fotografischer Bilder e. V.“ mit Sitz in Regensburg. Dieser Verein hat zudem die in der Bibliothek der HdM gesammelten Fotobücher und deren Bereitstellung übernommen.

### Kindermediensammlung (ehemaliger Bestand)
Die Bibliothek der HdM verfügt neben wissenschaftlicher Literatur über Kindermedien und Medienpädagogik auch über einen kleinen repräsentativen Bestand an Bilder- und Kinderbüchern, Comics und Märchen. Darüber hinaus besitzt die Bibliothek eine umfangreiche Sammlung von Kindermedien, die auf eine Schenkung von Manfred Nagl zurückgeht. Die Sammlung umfasst rund 4.000 Objekte, darunter Kinderschreibmaschinen, Kindercomputer und andere Kindermedien, und reicht bis ins erste Drittel des 19. Jahrhunderts zurück und ist in dieser Form weltweit einzigartig. Die Sammlung befindet sich derzeit der Landesfilmsammlung im Haus des Dokumentarfilms in Stuttgart.

### Comic-Sammlung
Die Bibliothek der HdM verfügt über eine kleine Comic-Sammlung. Diese Sammlung ist ein eigenständiger Bestand und nicht Teil der umfangreichen Kindermediensammlung.